# Del Nayar
Del Nayar är en kommun i Mexiko.   Den ligger i delstaten Nayarit, i den centrala delen av landet, 600 km nordväst om huvudstaden Mexico City.
Följande samhällen finns i Del Nayar:
- Santa Teresa
- Linda Vista
- Potrero de la Palmita
- Jazmín del Coquito
- Los Encinos
- Tutuyecuamama
- Cofradía de Pericos
- La Guerra
- Las Guineas de Guadalupe
- El Maguey
- Carrizal de las Vigas
- Cuauhtémoc
- Paso de Álica
- Las Guacamayas
- Guásimas del Caimán
- La Palmita
- Ixtalpa
- Tierras Blancas del Picacho
- Ciénega del Mango
- El Risco
- La Bonita
- La Mojarra
- El Mirador
- Atonalisco
- Los Huizaches
- El Cangrejo
- El Naranjo
- Los Tigres
- Guásima del Metate
- Mesa de los Huicholes
- Las Estrellas
- Zoquipilla
- Los Ciruelos
- El Pinito Nuevo
- Comal de Peñita
- San Miguel del Zapote
- Palma Chica
- Las Tapias
- Ojo de Agua